# Харрингтон, Майк
Майк Харрингтон (англ. Mike Harrington) — американский бизнесмен, один из основателей компании Valve, которая занимается разработкой компьютерных игр и их цифровой дистрибуцией.
Ранее разработчик игр в Dynamix и разработчик на операционной системе Windows NT в Microsoft, Харрингтон основал Valve 24 августа 1996 года вместе с Гейбом Ньюэллом, бывшим сотрудником Microsoft. Первая совместная игра Valve Half-Life стала феноменом игровой индустрии, выиграв более 50 наград Игра Года, она также была названа «Лучшей PC-игрой всех времён» по версии PC Magazine Gamer.
15 января 2000 года Харрингтон после расторжения его партнёрства с Ньюэллом, принял решение уйти в отпуск вместе со своей женой, Моникой.
Харрингтон вернулся в индустрию программного обеспечения в 2006 году, когда он стал соучредителем Picnik с давним другом и бывшим коллегой Даррином Массена. Picnik был приобретён Google Inc. в марте 2010, и в дальнейшем был закрыт в апреле 2013.
По совместительству является техническим директором в компании Amplion.